# Bank i Kredyt
Bank i Kredyt – czasopismo naukowe wydawane przez Narodowy Bank Polski. w którym publikowane są artykuły z dziedziny ekonomii i finansów.
Redakcja preferuje prace, w których analizowane są mechanizmy ekonomiczne, w szczególności procesy pieniężne, funkcjonowanie rynków finansowych i instytucji finansowych oraz ich wpływ na gospodarkę. Artykuły mogą mieć charakter zarówno empiryczny, jak i teoretyczny.
„Bank i Kredyt” jest indeksowany w międzynarodowej bazie naukowej Scopus. Czasopismo znajduje się w wykazie czasopism naukowych prowadzonym przez Ministra Edukacji i Nauki z przyznaną liczbą 100 punktów.

## Redakcja
- Redaktor naczelny: Feliks Grądalski
- Zastępca redaktora naczelnego: Jerzy Żyżyński
- Członkowie kolegium redakcyjnego:
  - Tomasz Chmielewski
  - Monika Czerwonka
  - Ireneusz Dąbrowski
  - Marietta Janowicz-Lomott
  - Cezary Kochalski
  - Janusz Ostaszewski
  - Agnieszka Ziomek[6]

## Rada Naukowa
- Przewodniczący: Adam Glapiński (prezes Narodowego Banku Polskiego)
- Zastępca przewodniczącego: Feliks Grądalski (redaktor naczelny)
- Członkowie rady:
  - Paul H. Dembiński
  - Bartosz Gębka
  - Jan Głuchowski
  - Krzysztof Jackowicz
  - Andrzej Kaźmierczak
  - Monika Marcinkowska
  - Maritta Paloviita
  - Mateusz Pipień
  - Leon Podkaminer
  - Irena Pyka
  - Louis-Philippe Rochon
  - Margarita Rubio
  - Oleksandr Talavera
  - Dorota Witkowska[6]